# 127
127（百二十七、ひゃくにじゅうしち、ひゃくにじゅうなな）は自然数、また整数において、126の次で128の前の数である。

## 性質
- 127は31番目の素数であり、1つ前は113、次は131。
  - 約数の和は128。
    - 約数の和が2の累乗数になる6番目の数である。1つ前は93、次は217。
    - 約数の和が2の累乗数になる4番目の素数である。1つ前は31、次は8191。
- 11番目のスーパー素数である。1つ前は109、次は157。
- 127 = 127 + 0 × i (iは虚数単位)
  - a + 0 × i (a > 0) で表される16番目のガウス素数である。1つ前は107、次は131。
- 127 = 27 − 1
  - 7番目のメルセンヌ数である。1つ前は63、次は255。
  - 4番目のメルセンヌ素数である。1つ前は31、次は8191。
  - 5番目のフリードマン数である。1つ前は126、次は128。また 127 = − 1 + 27であり、最小のナイスフリードマン数。次は343。
    - 素数のフリードマン数としては最小の数である。次は347。
    - 2通り以上の方式で表せる最小のフリードマン数である。次は1296。
- 127 = 20 + 21 + 22 + 23 + 24 + 25 + 26
  - n = 2 のときの n 6 + n 5 + n 4 + n 3 + n 2  + n 1 + n 0 の値とみたとき1つ前は7、次は1093。(オンライン整数列大辞典の数列 A053716)
  - n 6 + n 5 + n 4 + n 3 + n 2  + n 1 + n 0 の形の2番目の素数である。1つ前は7、次は1093。(オンライン整数列大辞典の数列 A088550)
    - メルセンヌ数 2n − 1 は 1（=20）から 2n−1 までの2の累乗数の総和に等しい。
- 127 = 53 + 2
  - 5n + 2 の形の3番目の素数である。1つ前は7、次は762939453127。(オンライン整数列大辞典の数列 A182330)
- p = 127 のときの 2p − 1 で表される 2127 − 1 は12番目のメルセンヌ素数である。1つ前は107、次は521。
 2127 − 1 = 170141183460469231731687303715884105727
  - これは手計算によって求められた最大の素数である。発見者はリュカ(1876年)。
- 2番目のモツキン素数である。1つ前は2、次は15511。(オンライン整数列大辞典の数列 A092832)
- 12…27 の形の最小の素数である。次は12227。ただし挟まれた数は無くてもいいとすると最小は17。(オンライン整数列大辞典の数列 A102010)
- 末尾の2桁が27の最小の素数である。次は227。(オンライン整数列大辞典の数列 A268860)
- 前の素数113の間隔 (14) が以前の数よりも大きくなる6番目の素数である。1つ前は89-97 (8)、次は523-541 (18)。(A002386-A000101)
- 127 = 53 + 2
  - n = 3 のときの 5n + 2 の値とみたとき1つ前は27、次は627。(オンライン整数列大辞典の数列 A242328)
  - 5n + 2 の形の3番目の素数である。1つ前は7、次は762939453127。(オンライン整数列大辞典の数列 A182330)
- 127 = 13 + 13 + 53
  - 3つの正の数の立方数の和1通りで表せる17番目の数である。1つ前は118、次は129。(オンライン整数列大辞典の数列 A025395)
  - 3つの正の数の立方数の和で表せる6番目の素数である。1つ前は73、次は179。(オンライン整数列大辞典の数列 A007490)
- 1/127 = 0.007874015748031496062992125984251968503937… (下線部は循環節で長さは42)
  - 逆数が循環小数になる数で循環節が42になる3番目の数である。1つ前は98、次は147。
- 127 = 73 − 63
  - n = 7 のときの n 3 − (n − 1)3 の値とみたとき1つ前は91、次は169。(オンライン整数列大辞典の数列 A003215)
  - 連続する立方数の差で表せる5番目の素数である。1つ前は61、次は271。
- 127 = 72 + 7 × 6 + 62
  - 1辺7の立方体を1辺1の立方体343個を使って作ったとき、同時に見ることができる1辺1の立方体は最大127個である。
- 8番目の 8n − 1 型の素数である。この類の素数は x2 − 2y2 と表せるが、127 = 152 − 2 × 72 である。1つ前は103、次は151。(オンライン整数列大辞典の数列 A107579)
- 各位の平方和が54になる最小の数である。次は172。(オンライン整数列大辞典の数列 A003132)
  - 各位の平方和が n になる最小の数である。1つ前の53は27、次の55は1127。(オンライン整数列大辞典の数列 A055016)
- 各位の立方和が352になる最小の数である。次は172。(オンライン整数列大辞典の数列 A055012)
  - 各位の立方和が n になる最小の数である。1つ前の351は27、次の353は1127。(オンライン整数列大辞典の数列 A165370)
- 127 = 2 × 82 − 1
  - x = 8 のときの チェビシェフ多項式T2(x) = 2x2 − 1 の値とみたとき1つ前は97、次は161。(オンライン整数列大辞典の数列 A056220)
- 完全数8128の約数である。1つ前は64、次は254。(オンライン整数列大辞典の数列 A133024)
  - 完全数の約数とみたとき16番目の数である。1つ前は124、次は128。(オンライン整数列大辞典の数列 A096360)
- 約数の和が127になる数は1個ある。(64) 約数の和1個で表せる30番目の数である。1つ前は121、次は133。
  - 約数の和が奇数になる13番目の奇数である。1つ前は121、次は133。
- 1～12までの約数の和である。1つ前は99、次は141。
- 各位の和が10になる12番目の数である。1つ前は118、次は136。
  - 各位の和が10になる数で素数になる5番目の数である。1つ前は109、次は163。(オンライン整数列大辞典の数列 A107579)

## その他 127 に関連すること
- 西暦127年
- 日本書紀の記述によると、神武天皇は127歳で崩御したと言われている。
- NCT 127はK-POPのアイドルの一つ。
- 127フィルムは写真フィルムの1つ。裏紙付き・パーフォレーションなし・幅4cmのロールフィルム。ベスト判とも言う。→写真フィルム
- JR東日本E127系電車
- JR西日本キハ127系気動車
- 映画127時間
- 第127代ローマ教皇はステファヌス8世（在位：939年7月14日～942年10月）である。
- ヨウ素の分子量はおよそ127である。
- 8ビットの符号付き整数の最大値が127となる。1足そうとするとオーバーフローを起こし-128になってしまう。